# Lakewood Village, Texas
Lakewood Village là một thành phố thuộc quận Denton, tiểu bang Texas, Hoa Kỳ. Năm 2010, dân số của xã này là 545 người.

## Dân số
- Dân số năm 2000: 342 người.
- Dân số năm 2010: 545 người.